# Lijst van onderscheidingen van de 3. SS-Panzer-Division Totenkopf
Dit is een lijst van onderscheidingen van de 3. SS-Panzer-Division Totenkopf.

## Houders van de Eregesp voor Frontdienst

### In goud
- Hans Beier, SS-Oberscharführer, SS Panzergenadier-Regiment 5
- Horst Boscheinen, SS-Unterscharführer, SS Panzergenadier-Regiment 5
- Hermann Buchner, SS-Hauptsturmführer, SS Panzergenadier-Regiment 5
- Helmut Büch, SS-Hauptscharführer, SS Panzergenadier-Regiment 5
- Fritz Düsel, SS-Untersturmfhrer, SS Panzergenadier-Regiment 5
- Fritz Eckert, SS-Sturmbannführer, SS Panzergenadier-Regiment 6
- Erwin Fehlhaber, SS-Untersturmführer, SS Panzergenadier-Regiment 6
- Kurt Franke, SS-Obersturmführer, SS Panzergenadier-Regiment 6
- Willi Herberth, SS-Oberscharführer, SS Panzergenadier-Regiment 6
- Kurt Herrmann, SS-Obersturmführer, SS Panzergenadier-Regiment 6
- Alfred Hille, SS-Oberscharführer, SS Panzergenadier-Regiment 6
- Johann Huber, SS-Unterscharführer, SS Panzergenadier-Regiment 5
- Georg Joachim, SS-Oberscharführer, SS Panzergenadier-Regiment 6
- Hans Karowski, SS-Oberscharführer, SS Panzergenadier-Regiment 5
- Lambert König, SS-Unterscharführer, SS Panzergenadier-Regiment 5
- Ludwig König, SS-Rottenführer, SS Panzergenadier-Regiment 5
- Edmund Lauchstädt, SS-Rottenführer, SS Panzergenadier-Regiment 5
- Willi Lith, SS-Unterscharführer, SS Panzergenadier-Regiment 6
- Ludwig Lohrum, SS-Unterscharführer, SS Panzergenadier-Regiment 6
- Rudolf Michele, SS-Sturmann, SS Panzergenadier-Regiment 6
- Heinz Müller, SS-Hauptsturmführer, SS Panzergenadier-Regiment 6
- Josef Obermeier, SS-Untersturmführer, SS Panzergenadier-Regiment 5
- Wilhelm Röll, SS-Rottenführer, SS Panzergenadier-Regiment 5
- Engelbert Schade, SS-Oberscharführer, SS Panzergenadier-Regiment 6
- Willi Schasche, SS-Untersturmführer, SS Panzer-Aufklärungs-Abteilung 3
- Walter Schiedl, SS-Unterscharführer, SS Panzergenadier-Regiment 5
- Karl Schmidinger, SS-Rottenführer, SS Panzergenadier-Regiment 6
- Walter Schmidt, SS-Oberscharführer, SS Panzer-Aufklärungs-Abteilung 3
- Horst Stanek, SS-Rottenführer, SS Panzergenadier-Regiment 5
- Peter Stienen, SS-Hauptsturmführer, SS Panzergenadier-Regiment 5
- Hans Weiser, SS-Untersturmführer, SS Panzergenadier-Regiment 6
- Karl Winters, SS-Oberscharführer, SS Panzergenadier-Regiment 5

## Houders van het Aanbevelingscertificaat van de Opperbevelhebber van het Duitse Leger
- Johannes Meguscher, SS-Unterscharführer, SS Infanterie-Regiment 3
- Theo Rademacher, SS-Oberjunker, SS Infanterie-Regiment 3
- Eberhard Schulz, SS-Sturmman, SS Infanterie-Regiment 3
- Emil Zollhöfer, SS-Sturmbannführer, SS Infanterie-Regiment 3

## Houders van het Aanbevelingscertificaat van de Opperbevelhebber van het Duitse Leger voor het neerschieten van vliegtuigen
- Hans Appel, SS-Sturmman, SS Aufklärungs-Abteilung 3
- Hütt, SS-Unterscharführer, SS Panzergenadier-Regiment 5

## Houders van het Duits Kruis

### In goud
- Leopold Altermiller, SS-Obersturmführer, SS Panzer-Regiment 3
- Karl-Heinz Anlauft, SS-Obersturmführer, SS Infanterie-Regiment 3
- Otto Baum, SS-Sturmbannführer, SS Infanterie-Regiment 3
- Christian Bachmann, SS-Obersturmführer, SS Panzergrenadier-Regiment 5
- Helmuth Becker, SS-Standartenführer, SS Infanterie-Regiment 3
- Hans Beier, SS-Oberscharführer, SS Panzergrenadier-Regiment 5
- Helmut Berg, SS-Hauptsturmführer, SS Panzergrenadier-Regiment 5
- Herbert Brunst, SS-Untersturmführer, SS Panzergrenadier-Regiment 5
- Hermann Buchner, SS-Hauptsturmführer, SS Infanterie-Regiment 1
- Helmut Büch, SS-Oberscharführer, SS Panzergrenadier-Regiment 5
- Werner Dege, SS-Hauptsturmführer
- Eduard Deisenhofer, Dr., SS-Sturmbannführer, SS Infanterie-Regiment 1
- Herbert Dost, SS-Hauptsturmführer, SS Panzer-Artillerie-Regiment 3
- Fritz Düsel, SS-Oberscharführer, SS Panzergrenadier-Regiment 5
- Fritz Eckert, SS-Hauptsturmführer, SS Panzergrenadier-Regiment 5
- Willi Effmann, SS-Oberscharführer, SS Panzer-Regiment 3
- Werner Eichert, SS-Hauptsturmführer
- Johann Eigler, SS-Hauptsturmführer, SS Panzer-Jäger-Abteilung 3
- Egon Endell, SS-Hauptscharführer, SS Artillerie-Regiment 3
- Hans Endress, SS-Hauptsturmführer, SS Panzergrenadier-Regiment 6
- Hermann Falkner, SS-Oberscharführer, SS Panzergrenadier-Regiment 5
- Erwin Fehlhaber, SS-Standartenoberjunker, SS Panzergrenadier-Regiment 6
- Kurt Franke, SS-Untersturmführer, SS Panzergrenadier-Regiment 6
- Jens-Detlef Friederici, SS-Hauptsturmführer, SS Panzergrenadier-Regiment 5
- Quirin Fürter, SS-Obersturmführer, SS Panzer-Aufklärungs-Abteilung 3
- Siegfried Gräßler, SS-Hauptsturmführer, SS Flak-Abteilung 3
- Walter Gruber, SS-Unterscharführer, SS Panzer-Jäger-Abteilung 3
- Ernst Häußler, SS-Hauptsturmführer
- Karl Hala, SS-Unterscharführer, SS Infanterie-Regiment 3
- Hans Hammer, SS-Obersturmführer
- Albrecht Hasse, SS-Hauptscharführer, SS Flak-Abteilung 3
- Ludwig Haugg, SS-Hauptsturmführer, SS Flak-Abteilung 3
- Arnold Heck, SS-Hauptscharführer, SS Panzergrenadier-Regiment 5
- Horst Heddicke, SS-Obersturmführer, SS Panzer-Regiment 3
- Rudolf Henschel, SS-Oberscharführer, SS Panzer-Aufklärungs-Abteilung 3
- Karl-Hermann Hensiek, SS-Obersturmführer, SS Panzer-Jäger-Abteilung 3
- Kurt Hermann, SS-Obersturmführer, SS Panzergrenadier-Regiment 6
- Paul Heyse, SS-Hauptsturmführer, SS Artillerie-Regiment 3
- Alfred Hilger, SS-Rottenführer, SS Flak-Abteilung 3
- Alfred Hille, SS-Oberscharführer, SS Panzergrenadier-Regiment 6
- Theodor Hofmann, SS-Unterscharführer, SS Infanterie-Regiment 1
- Hans-Joachim Holtorf, SS-Unterscharführer, SS Panzer-Regiment 3
- Siegfried Jaensch, SS-Hauptsturmführer, SS Panzergrenadier-Regiment 5
- Franz Jakob, SS-Sturmbannführer, SS Artillerie-Regiment 3
- Hans Jendges, SS-Untersturmführer, SS Panzer-Jäger-Abteilung 3
- Georg Joachim, SS-Oberscharführer, SS Panzergrenadier-Regiment 6
- Berthold Karstädt, SS-Oberscharführer, SS Artillerie-Regiment 3
- Peter Kauth, SS-Oberscharführer, SS Artillerie-Regiment 3
- Baldur Keller, SS-Sturmbannführer
- Hubert Kersten, SS-Obersturmführer, SS Infanterie-Regiment 3
- Arthur Kirschnink, SS-Oberscharführer, SS Panzer-Artillerie-Regiment 3
- Lothar von Kleist, SS-Obersturmführer, SS Panzer-Regiment 3
- Fritz Knöchlein, SS-Sturmbannführer, SS Infanterie-Regiment 3
- Wolfgang Knorr, SS-Obersturmführer, SS Panzergrenadier-Regiment 5
- Georg Kolms, SS-Oberscharführer, SS Infanterie-Regiment 3
- Josef Koppold, SS-Oberscharführer, SS Panzergrenadier-Regiment 5
- Boris Kraas, SS-Hauptsturmführer, SS Artillerie-Regiment 3
- Heinrich Krauth, SS-Hauptsturmführer, SS Infanterie-Regiment 1
- Max Kühn, SS-Hauptsturmführer, SS Panzergrenadier-Regiment 6
- Adolf Kurtz, SS-Sturmbannführer, SS Aufklärungs-Abteilung 3
- Heinz Lammerding, SS-Standartenführer
- Edmund Lauchstädt, SS-Rottenführer, SS Panzergrenadier-Regiment 5
- Kurt Launer, SS-Sturmbannführer, SS Panzergrenadier-Regiment 6
- Ernst von Liebe, SS-Hauptsturmführer, SS Artillerie-Regiment 3
- Willi Lith, SS-Unterscharführer, SS Panzergrenadier-Regiment 6
- Berndt Lubich von Milovan, SS-Obersturmführer, SS Panzer-Jäger-Abteilung 3
- Rudolf Lummitsch, SS-Obersturmführer, SS Panzer-Regiment 3
- Josef Maier, SS-Hauptsturmführer, SS Infanterie-Regiment 1
- Arzelino Masarié, SS-Hauptsturmführer, SS Aufklärungs-Abteilung 3
- Friedrich Messerle, SS-Sturmbannführer, SS Panzer-Artillerie-Regiment 3
- Hans-Adolf Meyer, SS-Hauptsturmführer, SS Panzergrenadier-Regiment 5
- Gerhard Müller, SS-Oberscharführer, SS Artillerie-Regiment 3
- Heinz Müller, SS-Hauptsturmführer, SS Panzergrenadier-Regiment 6
- Siegfried Müller, SS-Hauptsturmführer, SS Pionier-Batallion 3
- Heinz Neuhaus, SS-Oberscharführer, SS Panzergrenadier-Regiment 6
- Günter Neumann, SS-Hauptsturmfhrer, SS Artillerie-Regiment 3
- Josef Obermeier, SS-Oberscharführer, SS Panzergrenadier-Regiment 5
- Ludwig Ostermayer, SS-Oberscharführer, SS Pionier-Batallion 3
- Günther Palm, SS-Untersturmführer
- Gerhard Pellin, SS-Sturmbannführer, SS Panzergrenadier-Regiment 6
- Adolf Pittschellis, SS-Hauptsturmführer, SS Artillerie-Regiment 3
- Wilhelm Plonski, SS-Oberscharführer, SS Panzergrenadier-Regiment 5
- Hermann Priess, SS-Standartenführer, SS Artillerie-Regiment 3
- Markus Rabitsch, SS-Untersturmführer, SS Infanterie-Regiment 3
- Walter Reder, SS-Hauptsturmführer, SS Infanterie-Regiment 1
- Ferdinand Reim, SS-Hauptscharführer, SS Panzergrenadier-Regiment 5
- Hans Reiter, SS-Unterscharführer, SS Infanterie-Regiment 1
- Walter Restorff, SS-Hauptscharführer, SS Panzergrenadier-Regiment 5
- Richard Rohloff, SS-Hauptscharführer, SS Panzergrenadier-Regiment 5
- Rudolf Säumenicht, SS-Obersturmführer
- Hans Sander, SS-Obersturmbannführer, SS Artillerie-Regiment 3
- Engelbert Schade, SS-Oberscharführer, SS Panzergrenadier-Regiment 6
- Alexander Schäfer, SS-Oberscharführer, SS Panzer-Aufklärungs-Abteilung 3
- Wilhelm Schasche, SS-Untersturmführer, SS Panzer-Aufklarungs-Abteilung 3
- Otto Schicker, SS-Untersturmführer, SS Panzergrenadier-Regiment 5
- Walter Schiedl, SS-Oberscharführer, SS Panzergrenadier-Regiment 5
- Rudolf Schindler, SS-Oberscharführer, SS Artillerie-Regiment 3
- Helmut Schiweck, SS-Hauptsturmführer, SS Infanterie-Regiment 3
- Lorenz Schmidbauer, SS-Sturmbannführer, SS Panzer-Artillerie-Regiment 3
- Karl Schmidinger, SS-Unterscharführer, SS Panzergrenadier-Regiment 6
- Walter Schneider, SS-Obersturmführer, SS Panzer-Regiment 3
- Joachim Schubach, SS-Sturmbannführer, SS Infanterie-Regiment 1
- Otto Schubert, SS-Unterscharführer
- Wilhelm Schulze, SS-Sturmbannführer, SS Panzergrenadier-Regiment 5
- Ludwig Schwermann, SS-Hauptsturmführer, SS Panzer-Pionier-Batallion 3
- Max Seela, SS-Hauptsturmführer, SS Pionier-Batallion 3
- Engelbrecht Specht, SS-Oberscharführer, SS Panzer-Regiment 3
- Heini Speck, SS-Oberscharführer, SS Artillerie-Regiment 3
- Heinz Sprank, SS-Unterscharführer, SS Flak-Abteilung 3
- Fritz Stadelmann, SS-Oberscharfhrer, SS Panzergrenadier-Regiment 5
- Martin Stange, SS-Sturmbannführer, SS Artillerie-Regiment 3
- Walter Stark, SS-Unterscharführer, SS Panzergrenadier-Regiment 5
- Peter Stienen, SS-Hauptsturmführer, SS Panzergrenadier-Regiment 5
- Rudolf Sturm, SS-Hauptsturmführer, SS Panzergrenadier-Regiment 6
- Josef Swientek, SS-Sturmbannführer, SS Artillerie-Regiment 3
- Martin Weidlich, Dr., SS-Hauptsturmführer, SS Panzergrenadier-Regiment 5
- Paul Weidmann, SS-Oberscharführer, SS Infanterie-Regiment 3
- Hans Weiser, SS-Standartenoberjunker, SS Panzergrenadier-Regiment 5
- Karl Winters, SS-Oberscharführer, SS Panzergrenadier-Regiment 5
- Otto Wittkopp, SS-Unterscharführer, SS Panzergrenadier-Regiment 6
- Rudolf Wohlrab, SS-Unterscharführer, SS Panzer-Jäger-Abteilung 3
- Eberhard Zech, SS-Hauptsturmführer
- Heinrich Zielke, SS-Hauptsturmführer, SS Panzergrenadier-Regiment 5
- Friedrich Zipp, SS-Hauptsturmführer, SS Panzer-Jäger-Abteilung 3
- Emil Zollhöfer, SS-Sturmbannführer, SS Infanterie-Regiment 1

### In zilver
- Friedrich-Wilhelm Schuster, SS-Obersturmbannführer
- Hans Stutz, Dr., SS-Sturmbannführer, SS Feldlazarett 3

## Houders van de Ererol van het Rijk
- Sepp Bachtler, SS-Obersturmführer, SS Pionier-Batallion 3
- Rudolf Ditzenbach, SS-Hauptsturmführer, SS Panzergrenadier-Regiment 6
- Herbert Dost, SS-Hauptsturmführer, SS Panzer-Artillerie-Regiment 3
- Fritz Eckert, SS-Sturmbannführer, SS Panzergrenadier-Regiment 6
- Wilhelm Flohr, SS-Hauptsturmführer, SS Panzer-Regiment 3
- Ottomar Glimm, SS-Obersturmführer, SS Panzergrenadier-Regiment 6
- Leonhard Heinzmann, SS-Untersturmführer, SS Sturmgeschutz-Abteilung 3
- Bernhard Hoffmann, SS-Oberscharführer, SS Panzer-Regiment 3
- Werner Hundrieser, SS-Oberscharführer, SS Panzergrenadier-Regiment 5
- Horst Marx, SS-Oberscharführer, SS Panzer-Regiment 3
- Josef Obermeier, SS-Hauptscharführer, SS Panzergrenadier-Regiment 5
- Boy Petersen, SS-Untersturmführer, SS Panzergrenadier-Regiment 6
- Franz Schmidt, SS-Hauptscharführer, SS Panzergrenadier-Regiment 6
- Bruno Schneider, SS-Unterscharführer
- Erich Schramm, SS-Obersturmführer, SS Panzer-Regiment 3
- Karl Silberleitner, SS-Hauptsturmführer, SS Panzergrenadier-Regiment 6
- Franz Synachowitz, SS-Oberscharführer, SS Pionier-Batallion 3
- Theodor Timmer, SS-Sturmann, SS Panzergrenadier-Regiment 5
- Karl Wagner, SS-Hauptscharführer, SS Panzergrenadier-Regiment 5
- Rudolf Winter, SS-Untersturmführer, SS Panzer-Jäger-Abteilung 3
- Hans Wissebach, SS-Untersturmführer
- Hugo Zährl, SS-Unterscharführer, SS Panzergrenadier-Regiment 6

## Houders van het Ridderkruis van het IJzeren Kruis
- Erich Eberhardt, SS-Obersturmbannführer, Stab der Division
- Fritz Biermeier, SS-Hauptsturmführer, SS Panzer-Regiment 3
- Walter Mattern, SS-Obersturmführer, SS Panzer-Regiment 3
- Waldemar Riefkogel, SS-Obersturmführer und Oberleutnant der Schupo, SS Panzer-Regiment 3
- Rudolf Säumenicht, SS-Hauptsturmführer, SS Panzer-Regiment 3
- Christian Bachmann, SS-Hauptsturmführer, SS Panzergrenadier-Regiment 5
- Hermann Buchner, SS-Hauptsturmführer, SS Panzergrenadier-Regiment 5
- Ernst Häußler, SS-Sturmbannführer, SS Panzergrenadier-Regiment 5
- Hermann Lang, SS-Unterscharführer, SS Panzergrenadier-Regiment 5
- Josef Rölleke, SS-Unterscharführer, SS Panzergrenadier-Regiment 5
- Lothar Swierzinski, SS-Rottenführer, SS Panzergrenadier-Regiment 5
- Walter Reder, SS-Hauptsturmführer, SS Panzergrenadier-Regiment 5
- Joachim Schubach, SS-Sturmbannführer, SS Panzergrenadier-Regiment 5
- Eduard Deisenhofer, Dr., SS-Sturmbannführer, SS Infanterie-Regiment 1
- Hans Hirning, SS-Rottenführer, SS Infanterie-Regiment 1
- Ludwig Köchle, SS-Oberscharführer, SS Panzergrenadier-Regiment 1
- Max Simon, SS-Oberführer, SS Infanterie-Regiment 1
- August Zingel, SS-Unterscharführer, SS Infanterie-Regiment 1
- Hellmuth Becker, SS-Standartenführer, SS Panzergrenadier-Regiment 6
- Hans Endreß, SS-Hauptsturmführer, SS Panzergrenadier-Regiment 6
- Johann Fiedler, SS-Unterscharführer, SS Panzergrenadier-Regiment 6
- Kurt Franke, SS-Hauptscharführer, SS Panzergrenadier-Regiment 6
- Kurt Launer, SS-Sturmbannführer, SS Panzergrenadier-Regiment 6
- Heinz-Fritz Müller, SS-Hauptsturmführer, SS Panzergrenadier-Regiment 6
- Otto Baum, SS-Sturmbannführer, SS Infanterie-Regiment 3
- Walter Gerth, SS-Obersturmführer, SS Artillerie-Regiment 3
- Hermann Prieß, SS-Oberführer, SS Artillerie-Regiment 3
- Ernst Stäudle, SS-Oberscharführer, SS Artillerie-Regiment 3
- Josef Swientek, SS-Obersturmbannführer, SS Artillerie-Regiment 3
- Georg Bochmann, SS-Hauptsturmführer, SS Panzer-Jäger-Abteilung 3
- Fritz Christen, SS-Sturmmann, SS Panzer-Jäger-Abteilung 3
- Boris Kraas, SS-Sturmbannführer, SS Panzer-Jäger-Abteilung 3
- Adolf Pittschellis, SS-Sturmbannführer, SS Panzer-Jäger-Abteilung 3
- Ernst Dehmel, SS-Hauptsturmführer, SS Sturmgeschutz-Abteilung 3
- Berndt Lubich von Milovan, SS-Obersturmführer, SS Sturmgeschutz-Abteilung 3
- Hubert-Erwin Meierdress, SS-Obersturmführer, SS Sturmgeschutz-Abteilung 3
- Felix Przedwojewski, SS-Unterscharführer, SS Sturmgeschutz-Abteilung 3
- Wilfried Richter, SS-Obersturmführer, SS Sturmgeschutz-Abteilung 3
- Walter Bestmann, SS-Sturmbannführer, SS Aufklärungs-Abteilung 3
- Franz Kleffner, SS-Sturmbannführer
- Arzelino Masarié, SS-Hauptsturmführer, SS Panzer-Aufklärungs-Abteilung 3
- Alfred Titschkus, SS-Unterscharführer, SS Panzer-Aufklärungs-Abteilung 3
- Max Seela, SS-Hauptsturmführer, SS Pionier-Batallion 3
- Karl Ullrich, SS-Sturmbannführer, SS Pionier-Batallion 3
- Otto Kron, SS-Hauptsturmführer, SS Flak-Abteilung 3

### Met eikenloof
- Otto Baum, SS-Obersturmbannführer, SS Panzergrenadier-Regiment 5
- Hellmuth Becker, SS-Oberführer
- Fritz Biermeier, SS-Sturmbannführer, SS Panzer-Regiment 3
- Georg Bochmann, SS-Sturmbannführer
- Theodor Eicke, SS-Obergruppenführer und Generalleutnant der Waffen-SS
- Hubert-Erwin Meierdress, SS-Hauptsturmführer Kdr I./SS-Pz.Rgt 3
- Karl Ullrich, SS-Obersturmbannführer, SS Panzergrenadier-Regiment 6

### Met eikenloof en zwaarden
- Hermann Priess, SS-Brigadeführer und Generalmajor der Waffen-SS